# 東禅寺事件

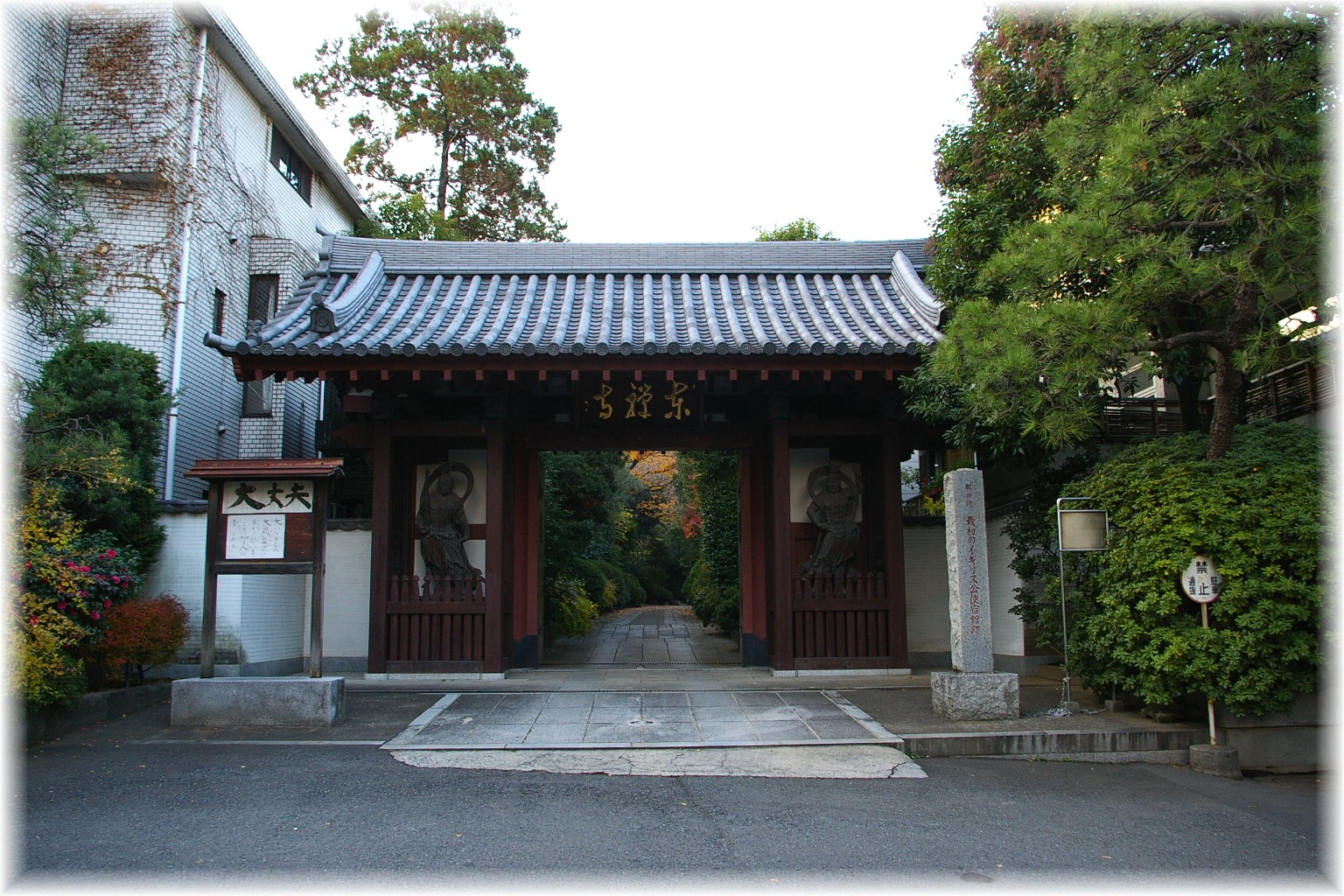
東禅寺

東禅寺事件（とうぜんじじけん）は、江戸時代末期（幕末）に攘夷派志士が高輪東禅寺に置かれていたイギリス公使館を襲撃した事件。1861年と1862年の2回発生した。

## 第一次東禅寺事件

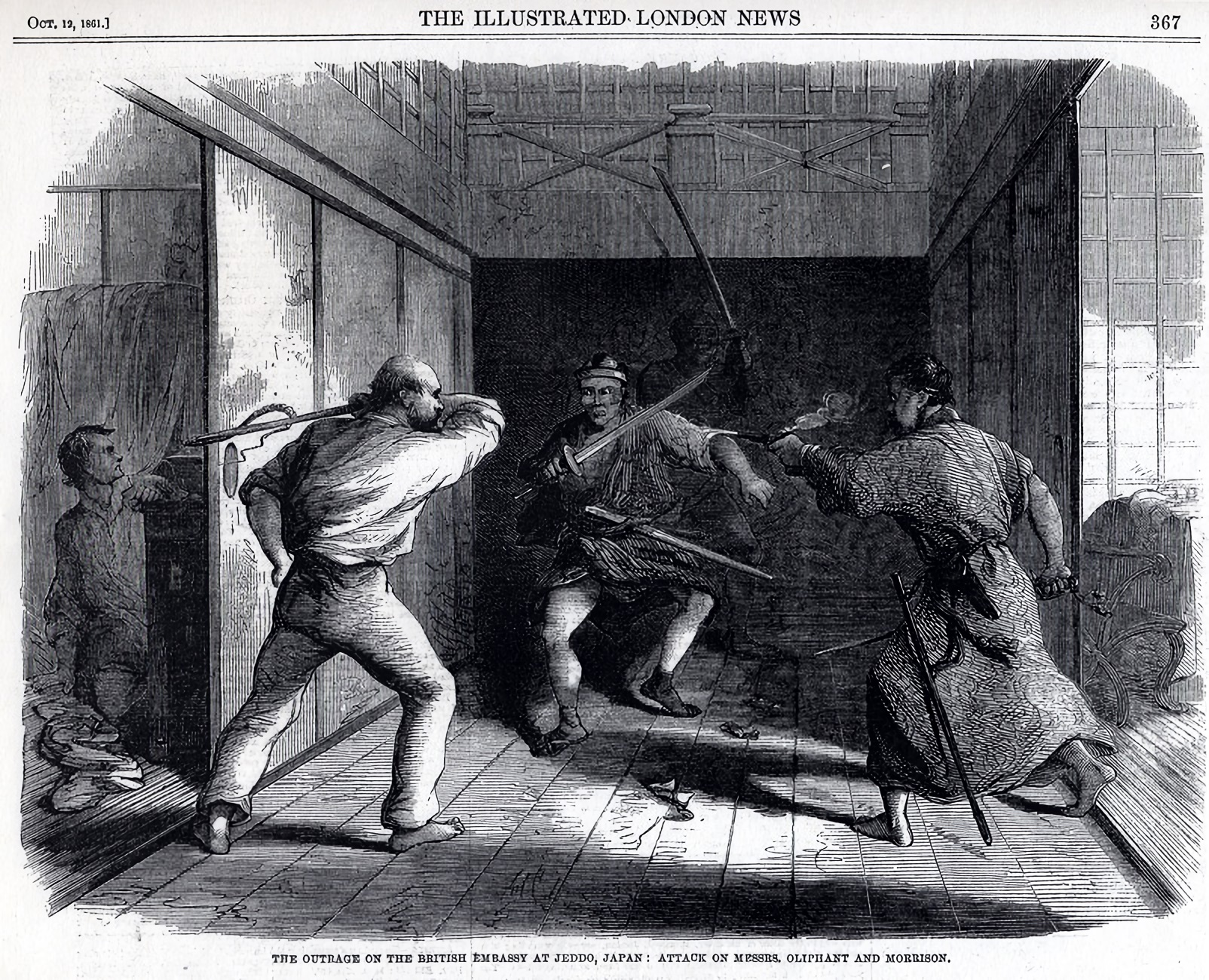
第一次東禅寺事件。乗馬用の鞭で反撃するオリファント。襖の陰に隠れているのがモリソン。1861年10月12日のイラストレイテド・ロンドン・ニュースに掲載された画だが、これを描いたチャールズ・ワーグマンも事件に遭遇している。

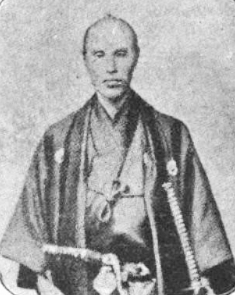
警備に当たった外国方同心・斉藤大之進（1822－1871）。翌年には文久遣欧使節に参加。維新後は横浜灯台局電信機掛などを務めた

文久元年5月28日（1861年7月5日）、水戸藩脱藩の攘夷派浪士14名がイギリス公使ラザフォード・オールコックらを襲撃した事件。
文久元年5月、イギリス公使オールコックは長崎から江戸へ向かう際、幕府が警備上の問題から海路での移動を勧めたのに対し、条約で定める国内旅行権を強硬に主張して陸路で江戸へ旅し、5月27日にはイギリス公使館が置かれていた江戸高輪東禅寺に入った。この行動に対し、尊攘派の志士らは「夷狄である外人男性に神州日本が穢された」と憤激した。
水戸藩脱藩の攘夷派浪士・有賀半弥ら14名は、5月24日に常陸国玉造湊を出航し、東禅寺門前の浜に上陸すると、品川宿の妓楼「虎屋」で決別の盃を交わした後、5月28日午後10時頃、東禅寺のイギリス公使館内に侵入し、オールコック公使らを襲撃した。外国奉行配下で公使館の警備に就いていた旗本や郡山藩士・西尾藩士らが応戦し、邸の内外で攘夷派浪士と戦闘し、双方が死傷者を出した（警備兵2名、浪士側3名が死亡）。有賀は旗本の天野岩次郎によって討ち取られた。オールコックは危うく難を逃れたが、書記官ローレンス・オリファントと長崎駐在領事ジョージ・モリソンが負傷した。両名はその後帰国している。
攘夷派浪士は公使らの殺害に失敗し逃走、有賀半弥、小堀寅吉、古川主馬之介の3名がその場で討取られ、榊鉞三郎が現場で捕縛された（旗本・生駒親敬に預けられた後、12月に斬首）。逃げた浪士も、「虎屋」で包囲され、中村貞介、山崎信之介の2名は切腹、石井金四郎は捕えられ、旗本・山名義済に預けられた後に処刑。前木新八郎も逃げ切れず切腹している。浪士らはいずれも襲撃の趣意書を携帯しており、それには「尊攘の大義のため」実行した旨が記されていた。逃走した黒沢五郎、高畑総次郎はその後、坂下門外の変に参加し闘死した。岡見留次郎は西国に逃走し天誅組の変に参加、敗走後捕えられ斬首された。木村幸之助、森半蔵ら、その他の浪士たちも逃亡の末切腹・獄死及び斬首され、明治時代まで生き延びたのは渡辺剛蔵、矢沢金之助と、襲撃に参加せず、逃走・捕縛後に明治維新により特赦された堀江芳之助のみであった。
事件後、オールコックは江戸幕府に対し厳重に抗議し、イギリス水兵の公使館駐屯の承認、日本側警備兵の増強、賠償金1万ドルの支払いという条件で事件は解決をみた。しかし、この交渉に基づき品川御殿山に建設中であった公使館は、翌年12月に高杉晋作らによって放火されている（英国公使館焼き討ち事件）。
事件以前、オールコックは幕府が警備を口実として自分達を監視していると思っていたが、攘夷運動の熾烈さを強く認識することとなった。彼は著書で「警備兵は浪士と戦わなかった」と記しているが、実際には警備兵はその責務を果たしている。
事件当時、外国方として東禅寺にいた福地桜痴は目撃した事件の概要を記録している（『史談会速記録』）。後日、浪士らを撃退した警備の武士ら48名に対し褒賞が下された。外国方同心の斎藤大之進は本件の警備によりイギリス政府から賞をうけた。
この事件をきっかけに対日外交の危機を憂慮したオールコックは、幕府首脳との秘密会談（文久元年7月9日、10日）において幕府がかねてより要請してきた開港・開市延期の問題について譲歩する姿勢を暗に示し、結局、関税の改正を条件にこの問題の交渉に応じる意向を示した。同年12月イギリス艦で日本を発った遣欧使節は、翌年5月9日にロンドン覚書を結び、開港開市の延期と引き換えに貿易上の制限を諸々撤廃することに同意した。
ロンドン覚書にからんでオールコックが本国へ帰国しているこの間に、つぎの第二次東禅寺事件が起きる。

## 第二次東禅寺事件
文久2年（1862年）5月29日、東禅寺警備の松本藩士伊藤軍兵衛がイギリス兵2人を斬殺した事件。
第一次東禅寺事件の後、オールコックは幕府による警護が期待できないとして、公使館を横浜に移した。しかし、オールコックが帰国中に代理公使となったジョン・ニールは、再び東禅寺に公使館を戻し、大垣藩、岸和田藩、松本藩が警護にあたることとなった。東禅寺警備兵の一人、松本藩士・伊藤軍兵衛は、東禅寺警備により自藩が多くの出費を強いられていることや、外国人のために日本人同士が殺しあうことを憂い、公使を殺害し自藩の東禅寺警備の任を解こうと考えた。伊藤は夜中にニールの寝室に侵入しようとしたが、警備のイギリス兵2人に発見され戦闘になり、彼らを倒したものの自分も負傷し、番小屋に逃れて自刃した。
幕府は警備責任者を処罰し、松本藩主松平光則に差控を命じ、イギリスとの間で賠償金の支払い交渉を行ったがまとまらず、紛糾するうちに生麦事件が発生した。幕府は翌文久3年4月、生麦事件の賠償金とともに1万ポンドを支払うこととなり、事件は解決を見た。